# Tom Paxton
Thomas Richard Paxton (31 de octubre de 1937) es un cantautor estadounidense de folk que ha tenido una carrera musical que abarca más de cincuenta años. En 2009, Paxton recibió un Grammy Lifetime Achievement Award. Se destaca como un educador de la música así como un defensor de los cantantes de folk que combinan canciones tradicionales con nuevas composiciones. Desde los años 60 es una de las figuras míticas de ese género musical al que siempre se ha mostrado fiel.

## Obra musical

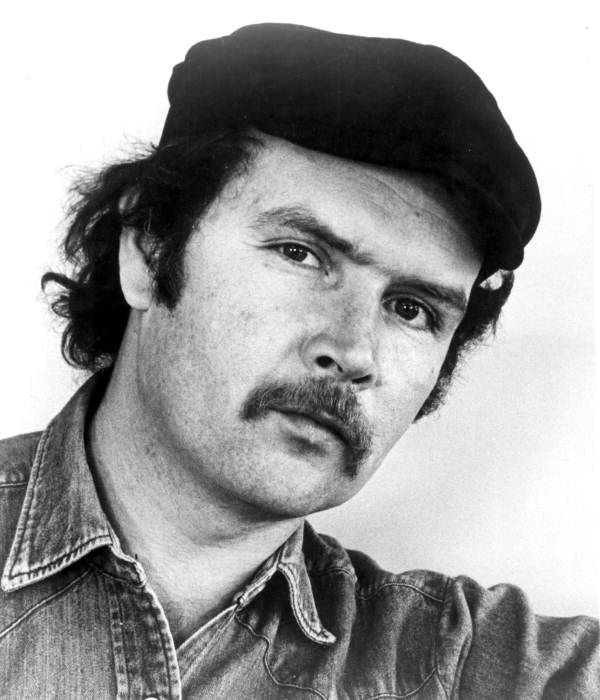
Tom Paxton

Las canciones de Paxton han sido ampliamente interpretadas, incluyendo estándares modernos como "The Last Thing in My Mind", "Botella de vino", "Whose Garden Was This", "The Marvelous Toy" y "Ramblin 'Boy". Las canciones de Paxton han sido grabadas por Pete Seeger, Bob Dylan, The Weavers, Judy Collins, Sandy Denny, Joan Báez, Doc Watson, Harry Belafonte, Peter, Paul y Mary, The Seekers, Marianne Faithfull, The Kingston Trio, Chad Mitchell Trio , John Denver, Dolly Parton, Porter Wagoner, Willie Nelson, Flatt & Scruggs, The Move, The Fireballs y muchos otros. Ha realizado miles de conciertos en todo el mundo.
Las canciones de Paxton pueden ser emocionalmente efectivas y abarcar una amplia gama de temas, desde lo serio y lo profundo hasta lo alegre y cómico. "¿Qué aprendiste en la escuela hoy?" se burla de la forma en que a menudo se enseña a los niños el nacionalismo y la sumisión a la autoridad. "Jimmy Newman" es la historia de un soldado moribundo y "My Son John" es una canción sobre un soldado que regresa a casa y que ni siquiera puede comenzar a describir lo que ha pasado. "Beau John" es una canción derivada del Movimiento por los Derechos Civiles acerca de tomar una posición contra la injusticia racial. "Mil años" cuenta la historia de la revuelta neonazi, y "Train for Auschwitz" trata sobre el Holocausto. "En el camino desde Srebrenica" se refiere a los musulmanes bosnios que murieron en la masacre de 1995 en Bosnia y Herzegovina. "The Bravest" es una canción sobre los bomberos que murieron mientras intentaban salvar a otros el 11 de septiembre de 2001. Luego están las "canciones de vida útil breve" de Paxton, que son canciones de actualidad sobre temas actuales y noticias. Incluyen: "En Florida", sobre las elecciones de 2000; "Without DeLay", una canción sobre el excongresista; "Bobbitt", sobre John y Lorena Bobbitt; "Little Bitty Gun", que describe a Nancy Reagan; "Estoy cambiando mi nombre a Chrysler", sobre la garantía de préstamo federal a Chrysler en 1979 (que fue reescrito en 2008 como "Estoy cambiando mi nombre a Fannie Mae" sobre el "rescate" de 700 mil millones de dólares de los Estados Unidos sistema financiero"); "The Ballad of Spiro Agnew" (burlándose de la corta carrera y la renuncia del ex vicepresidente) y "Lyndon Johnson contó a la nación" (sobre la guerra de Vietnam, que se convirtió en "George W. Told the Nation" en 2007 para satirizar la invasión de Irak en 2003).

## Carrera

### Comienzos, 1960-1970
Al graduarse en 1959 con una licenciatura en Bellas Artes, Paxton actuó en el teatro de variedades de verano e intentó graduarse en la escuela antes de unirse al Ejército. Mientras asistía a la Clerk Typist School en Fort Dix, Nueva Jersey, comenzó a escribir canciones en su máquina de escribir y pasó casi todos los fines de semana actuando en el Greenwich Village de Nueva York durante el renacimiento folk emergente de la década de los 60.
Poco después de su honorable alta del Ejército, Paxton audicionó para el Chad Mitchell Trio a través del editor Milt Okun en 1960, pero su voz no se mezcló suficientemente bien con la de los miembros del grupo. Sin embargo, después de cantar su canción "The Marvelous Toy" para Okun, se convirtió en el primer escritor firmado en la compañía editorial de música de Milt, Cherry Lane Music Publishing.
Paxton pronto comenzó a actuar en The Gaslight Cafe en Greenwich Village, donde se convirtió en un pilar del local. En 1962, grabó un álbum en vivo producido en privado en el Gaslight titulado, Soy el hombre que construyó los puentes. Durante su estancia en el Greenwich Village, Paxton publicó algunas de sus canciones en las revistas populares Broadside y Sing Out !, y actuó junto a Bob Dylan, Phil Ochs, Eric Andersen, Dave Van Ronk y Mississippi John Hurt. Paxton conoció a su futura esposa, Midge, en el Gaslight una noche de enero de 1963 después de que David Blue le presentara a ella.
Pete Seeger recogió algunas de las canciones de Tom Paxton en 1963, incluyendo "Ramblin 'Boy" (que Seeger interpretó en el concierto de reunión de The Weavers en el Carnegie Hall) y "¿Qué aprendiste en la escuela hoy?" Paxton aumentó su perfil como intérprete, apareciendo en el 1963 en el Newport Folk Festival, donde fue grabado por Vanguard Records. Un mes después de Newport en 1963, Paxton se casó con Midge. Comenzó a viajar por el país actuando en el circuito de cafés y de pequeños locales antes de regresar a Nueva York. Paxton se involucró con causas que promovían los derechos humanos, los derechos civiles y los derechos laborales. En 1963, Paxton y un grupo de otros músicos populares interpretaron y ofrecieron apoyo moral a los mineros de carbón en huelga en Hazard, Kentucky.
Después de regresar a Nueva York, Paxton firmó con Elektra Records en 1964, un sello que en ese momento contaba con una distinguida lista de músicos folk. Él grabaría siete álbumes para Elektra. A medida que el avivamiento folk alcanzó su punto álgido, Paxton comenzó a obtener más trabajo fuera de la ciudad de Nueva York, incluyendo conciertos benéficos y visitas a campus universitarios. En 1964, participó en el Freedom Summer y visitó Deep South, junto con otros músicos populares, para presentarse en campañas de registro de votantes y manifestaciones de derechos civiles. Su canción de derechos civiles "Beau John" fue escrita después de asistir a un Freedom Song Workshop en Atlanta, Georgia, y la canción "Goodman, Schwerner y Chaney" fue escrita sobre los asesinatos de tres activistas por los derechos civiles (Andrew Goodman, Michael Schwerner y James Chaney ) en el verano de 1964 por miembros del Ku Klux Klan cerca de Filadelfia, Mississippi. Las composiciones propias de Paxton comenzaron a ser cada vez más reconocidas dentro de los círculos de la música folk y de otros géneros.
De los compositores de canciones en la escena de Greenwich Village de la década de los 60, Dave Van Ronk dijo: "Dylan es usualmente citado como el fundador del nuevo movimiento de canciones, y ciertamente se convirtió en su portador estándar más visible, pero la persona que comenzó todo fue Tom Paxton ... probó sus canciones en el crisol de la actuación en vivo, descubrió que sus propios temas estaban recibiendo más atención que cuando cantaba canciones tradicionales o cosas de otras personas ... se preparó un régimen de entrenamiento deliberadamente escribiendo una canción todos los días. Dylan aún no había aparecido cuando esto sucedía, y para cuando Bobby llegó al set, con como máximo dos o tres canciones que había escrito, Tom ya estaba cantando al menos el 50 por ciento de su propio material. Dicho esto, fue el éxito de Bobby el que realmente hizo rodar la pelota. Antes de eso, la comunidad popular estaba muy vinculada a las canciones tradicionales, tanto que los compositores a veces camuflaban sus propios temas como tradicionales ".
En 1965, Paxton hizo su primera gira por el Reino Unido. La gira fue el comienzo de una relación profesional aún próspera que ha incluido actuaciones anuales allí. Conoció a Bruce Woodley, uno de los miembros fundadores del grupo popular australiano The Seekers, y colaboraron en la canción "Angeline (Is Always Friday)", que The Seekers grabó y presentó en sus conciertos, programas de televisión y en un DVD. En 1967, el grupo de rock Clear Light grabó una amenazante y larga versión psicodélica de la canción de Paxton "Mr. Blue" en su único álbum Clear Light. La grabación de Porter Wagoner y Dolly Parton de "The Last Thing on My Mind" llegó a los diez primeros en las listas de singles de los Estados Unidos en diciembre de 1967. Luego, en 1968, Paxton obtuvo un éxito de radio en el Top 10 cuando The Fireballs grabó su canción "Bottle of Wine " En la década de los 60, Paxton autorizó una de sus canciones, "My Dog's Bigger than your Dog", para su uso en un comercial de comida para perros Ken-L Ration. 
No muy impresionado por el éxito de algunas de sus canciones, Paxton continuó escribiendo y actuando. No estaba interesado en saltar hacia el folk rock (o, como solía bromear, "folk rot"), como había hecho Dylan, y continuó su estilo folk de cantautor en álbumes como Outward Bound (1966) y Morning Again (1968) ) El 20 de enero de 1968, tres meses después de la muerte de Woody Guthrie, Paxton y varios otros músicos folk destacados participaron en un concierto mítico, que se difundió en el álbum "A Tribute to Woody Guthrie", y que se celebró en el Carnegie Hall de Nueva York.
Paxton decidió probar algunas técnicas de grabación más elaboradas, incluida la música de neocámara con secciones de cuerdas, flautas, cornos, piano, varios músicos de sesión, así como su guitarra acústica y voces, similar a lo que su compañera de etiqueta Judy Collins y su amigo Phil Ochs estaban experimentando en todo este tiempo. Paxton finalmente irrumpió en las listas de pop con el álbum The Things I Notice Now en el verano de 1969, y también triunfó con Tom Paxton 6 en la primavera del año siguiente. Su canción "Whose Garden Was This", un himno ecologista escrito para el primer Día de la Tierra, fue grabado posteriormente por John Denver y se convirtió en el tema principal del álbum de 1970, Denver. La diversa experimentación de "Barroco Folk" en las grabaciones de Paxton fue de corta duración, y tendió a pensar que la música estaba demasiado sobreproducida y lejos de las raíces acústicas más naturales que más amaba. Con respecto a esto dijo, "la guitarra acústica siempre ha sido lo que más amé ... sé que no tenía esa mentalidad roquera ni nada por el estilo. Todavía era un niño de una pequeña ciudad de Oklahoma. Y yo solo quería escuchar canciones populares ". Paxton continuó cantando y interpretando sus canciones con guitarra acústica en sus presentaciones en vivo, y no pasó mucho tiempo antes de que sus álbumes, una vez más, reflejaran en general su estilo original de sonido tradicional.

### Carrera media, 1971-1989
Paxton, su esposa y sus dos hijas vivieron en Holland Park, Londres, durante unos cuatro años a principios de los años setenta. Después de una estancia en Inglaterra debido al éxito profesional y al amor por el país, Paxton y Midge hicieron una gira por Nueva Zelanda y China e incluso aparecieron en un programa de entrevistas en China. Paxton lanzó How Come the Sun en 1971. El álbum le dio el ranking más alto en los Estados Unidos, pero solo alcanzó el número 120 y su próximo álbum, Peace Will Come (1972), apenas llegó a los charts. Pronto regresó a la ciudad de Nueva York y al pueblo de Long Island, East Hampton antes de mudarse a la zona de Washington D. C. alrededor de 1977. Después de grabar tres álbumes para Reprise Records, Paxton firmó con Vanguard Records, con quien grabó un álbum en vivo con Steve Goodman, New Songs From the Briarpatch (1977), que contenía algunas de las canciones tópicas de Paxton de los años 70, incluyendo "Talking Watergate" y "White Bones of Allende ", así como una canción dedicada a Mississippi John Hurt titulada" ¿Escuchaste a John Hurt? ". En 1978, Paxton lanzó su álbum Heroes, que contenía una canción, "Phil", sobre su amigo Phil Ochs, que se había quitado la vida en 1976. El álbum también incluye la canción "The Death of Stephen Biko", que detalla el asesinato brutal del activista contra el apartheid Stephen Biko en Sudáfrica. El álbum de 1979 de Paxton, Up and Up, contiene la canción "Let the Sunshine", que aborda temas relacionados con el ecologismo y la energía solar. Paxton también se presentó en el Clearwater Festival, un evento anual, iniciado por Pete Seeger, dedicado al ecologismo y la limpieza del río Hudson. Su álbum álbum de 1983 incluye una canción sobre Woody Guthrie titulada "They Could not Take the Music".
Después de grabar para etiquetas como Mountain Railroad y Flying Fish en la década de los 80, Paxton comenzó su propio sello, Pax Records, en 1987. Fue durante este tiempo que Paxton continuó sufriendo una depresión no diagnosticada y profunda que afectó su trabajo. Por consejo de Midge, comenzó a buscar una solución y finalmente fue diagnosticado con Trastorno de Déficit de Atención, por lo que recibió tratamiento continuo.

### Carrera reciente, desde 1990
A medida que la década de los 90 avanzaba, Paxton comenzó a profundizar en la música infantil, grabando nueve álbumes infantiles durante la década. En julio de 1994, Paxton fue invitado a actuar en un festival popular en Israel, "Jacob's Ladder", y tocó allí y una serie de conciertos por todo Israel acompañado por el guitarrista y armónica folk Shay Tochner. Paxton grabó un álbum en vivo en 1996 con su buen amigo Jim Rooney, y contenía algunas nuevas canciones cómicas sobre los eventos actuales. Eric Weissberg, John Gorka, Robin y Linda Williams, entre otros, también actuaron; y el álbum se tituló Live: For the Record. A mediados de la década de los 90, Paxton también comenzó a dar más talleres de composición de canciones.

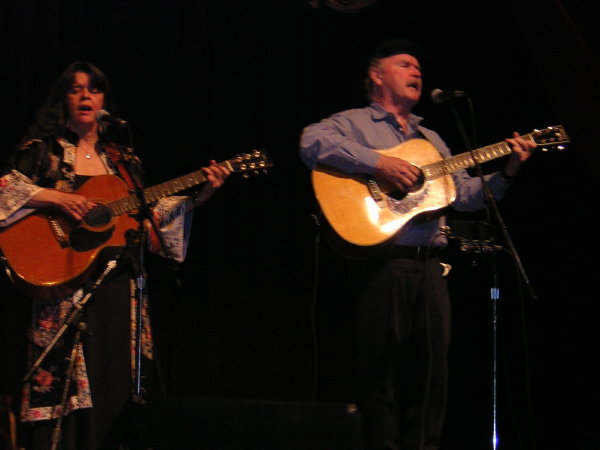
Anne Hills y Tom Paxton

En 2000, Paxton una vez más comenzó a escribir más canciones como las que habían sido prominentes durante su carrera temprana. En 2001, lanzó un álbum con Anne Hills titulado Under American Skies, y en 2002, lanzó un álbum con todas nuevas canciones titulado Looking for the Moon (Appleseed Recordings). En el momento de su lanzamiento, Paxton fue citado diciendo que podría ser su mejor álbum hasta el momento. Looking for the Moon contiene la canción "The Bravest", que trata sobre los bomberos que dieron sus vidas al tratar de salvar a otros en la ciudad de Nueva York el 11 de septiembre de 2001. Alrededor de este tiempo, Paxton comenzó a escribir y lanzó su "Short Shelf Life Songs "sobre los eventos actuales para su descarga gratuita en su sitio web. Paxton escribió una serie de canciones de protesta tópicas que criticaban las acciones de la administración Bush. En 2007, reescribió una canción suya de 1965 titulada "Lyndon Johnson Told The Nation", sobre la escalada de la guerra en Vietnam, y la transformó en "George W. Told The Nation", sobre el aumento de la guerra en Irak. En 2007, Tom Paxton se convirtió en uno de los miembros fundadores de Copyright Alliance, cuyo propósito es promover los beneficios culturales y económicos de los derechos de autor.
En 2008, Paxton reescribió su canción "Estoy cambiando mi nombre a Chrysler", sobre la garantía de préstamo federal a Chrysler en 1979, como "Estoy cambiando mi nombre a Fannie Mae" por el "rescate de 700 mil millones de dólares de los Estados Unidos". sistema financiero".
En marzo de 2015, Paxton lanzó el álbum de estudio Redemption Road. En enero de 2017, Paxton lanzó Boat In The Water, su sexagésimo tercer álbum.
Paxton ahora está en "semi-retiro", aunque todavía realiza espectáculos ocasionales e hizo una gira de 10 lugares en el Reino Unido en 2017.

## Premios, honores y nominaciones

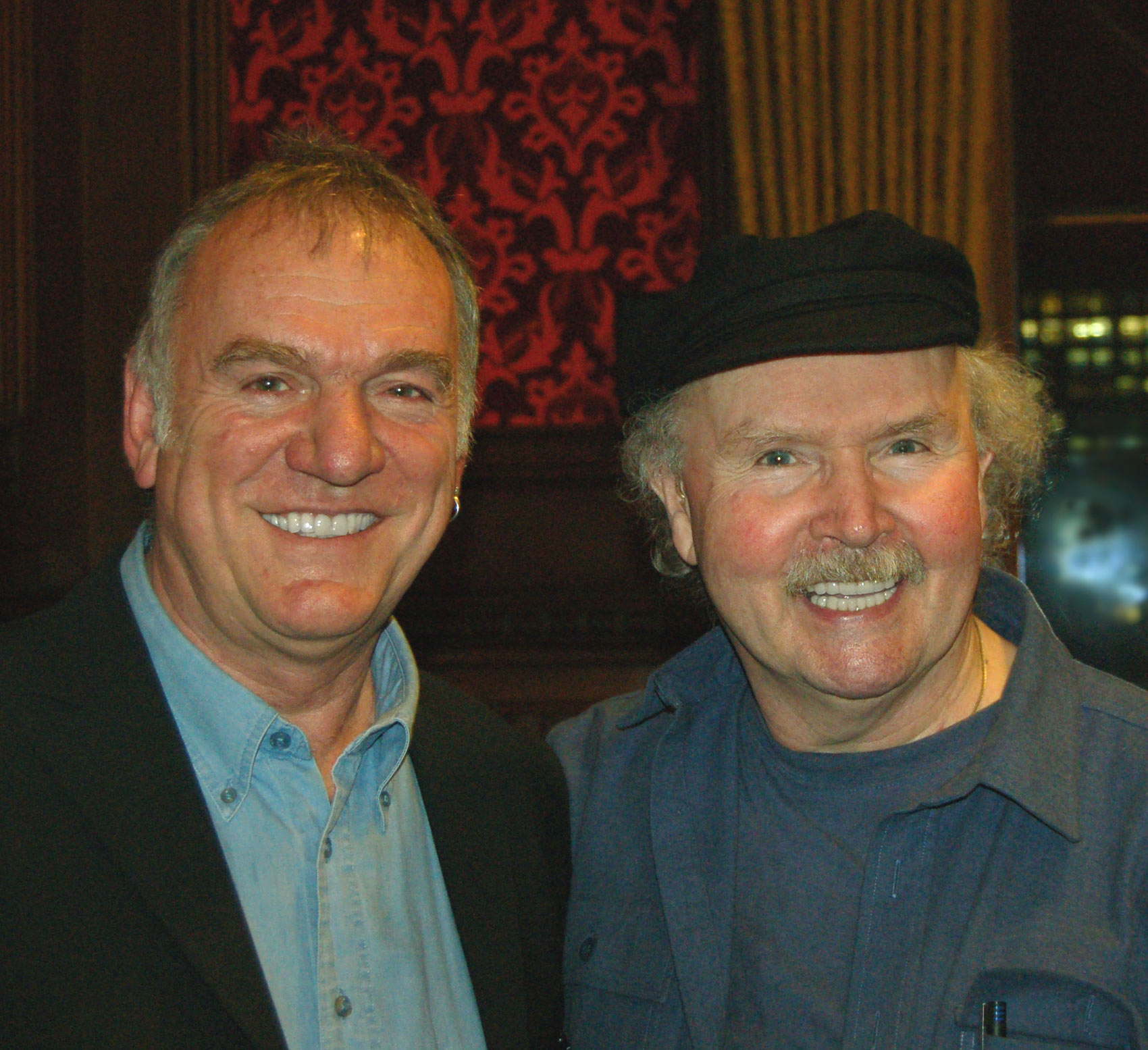
Tom Paxton con Ralph McTell (a la izquierda) en el Palacio de Westminster para el Homenaje Parlamentario a Paxton en 2007

En febrero de 2002, Paxton recibió el premio ASCAP Lifetime Achievement en Folk Music. Unos días después, recibió tres Wammies (Washington D. C., Area Music Awards); como Mejor Vocalista Masculino en las categorías de "música tradicional infantil" y "música infantil", y para la Mejor grabación folclórica tradicional del año para "Under American Skies" (2001). 
Paxton ha sido nominado cuatro veces para los Premios Grammy, todos desde 2002. Fue nominado por primera vez en 2002 para el álbum para niños, Your Shoes, My Shoes. Al año siguiente, Looking for the Moon recibió una nominación al 2003 por "Mejor Álbum Folclórico Contemporáneo". Live In The UK (2005), recibió una nominación al Grammy 2006 en la categoría "Mejor Álbum Folclórico Tradicional". Más recientemente, su álbum de 2008 Comedians and Angels recibió una nominación en 2009, también en la categoría "Mejor álbum tradicional folclórico". Paxton fue galardonada con el Premio de interpretación de 2009 de la Academia de Grabación, y el anuncio formal se realizó durante la transmisión televisiva de los Premios Grammy, que se emitió el 8 de febrero de 2009.
En 2004, Martin Guitar Company presentó la guitarra acústica HD-40LSH Tom Paxton Signature Edition en su honor. 
En 2005, Paxton recibió un premio Lifetime Achievement por composición de canciones en los premios Folk Awards de la BBC Radio 2 en el Brewery Arts Center de Londres. En 2006, Paxton recibió un Lifetime Achievement Award de la North American Folk Music and Dance Alliance. El 22 de enero de 2007, Paxton fue honrado con un tributo parlamentario oficial en la Cámara de los Comunes del Reino Unido al comienzo de su gira británica en 2007. El 3 de mayo de 2008, Paxton fue honrado con un homenaje especial de por vida de la World Folk Music Association, y un concierto se llevó a cabo en el Rachel M. Schlesinger Concert Hall y Arts Center en el Northern Virginia Community College, Alexandria Campus, en Alexandria, Virginia. 

## Discografía
1. I'm the Man That Built the Bridges [live] (Gaslight, 1962)
2. Ramblin' Boy (Elektra, 1964)
3. Ain't That News! (Elektra, 1965)
4. Outward Bound (Elektra, 1966)
5. Morning Again (Elektra, 1968)
6. The Things I Notice Now (Elektra, 1969)
7. Tom Paxton 6 (Elektra, 1970)
8. The Compleat Tom Paxton [live in June 1970 at the Bitter End nightclub, Greenwich Village, Lower Manhattan, New York City, New York] (Elektra, 1971)
9. How Come the Sun (Reprise, 1971)
10. Peace Will Come (Reprise, 1972)
11. New Songs for Old Friends [live] (Reprise, 1973)
12. Children's Song Book (Bradleys, 1974) (reissued in the U.S. ten years later under the title The Marvelous Toy and Other Gallimaufry (Cherry Lane / Flying Fish, 1984))
13. Something in My Life (Private Stock, 1975)
14. Saturday Night (MAM, 1976)
15. New Songs from the Briarpatch [live] (Vanguard, 1977)
16. Heroes (Vanguard, 1978)
17. Up and Up (Mountain Railroad, 1979)
18. The Paxton Report (Mountain Railroad, 1980)
19. Bulletin (Hogeye, 1983)
20. Even a Gray Day (Flying Fish, 1983)
21. Tom Paxton in the Orchard (Cherry Lane Records, 1984)
22. One Million Lawyers and Other Disasters (Flying Fish, 1985)
23. A Paxton Primer (Pax, 1986)
24. Folksong Festival 1986 (Pax, 1986)
25. And Loving You (Flying Fish, 1986)
26. Balloon-alloon-alloon (Sony Kids' Music, 1987)
27. Politics Live [live] (Flying Fish, 1988)
28. The Very Best of Tom Paxton (Flying Fish, 1988)
29. In The Orchard [live] (Sundown Records, 1988)
30. Storyteller (Start Records Ltd, 1989)
31. It Ain't Easy (Flying Fish, 1991)
32. A Child's Christmas (Sony Kids' Music, 1992)
33. Peanut Butter Pie (Sony Kids' Music, 1992)
34. Suzy Is a Rocker (Sony Kids' Music, 1992)
35. Wearing the Time (Sugar Hill, 1994)
36. Live: For the Record [live] (Sugar Hill, 1996)
37. A Child's Christmas/Marvelous Toy and Other Gallimaufry (Delta, 1996)
38. A Car Full of Songs (Sony Kids' Music, 1997)
39. Goin' to the Zoo (Rounder, 1997)
40. I've Got a Yo-Yo (Rounder, 1997)
41. The Best of Tom Paxton (Hallmark, 1997)
42. Live In Concert [live] (Strange Fruit, 1998)
43. Fun Animal Songs (Delta, 1999)
44. Fun Food Songs (Delta, 1999)
45. A Car Full of Fun Songs (Delta, 1999)
46. I Can't Help But Wonder Where I'm Bound: The Best of Tom Paxton (Rhino, 1999)
47. Best of the Vanguard Years (Vanguard, 2000)
48. Stars in Their Eyes (Cub Creek Records, 2000), duet with Mark Elliott
49. Live From Mountain Stage [live] (Blue Plate, 2001)
50. Under American Skies (Appleseed and Koch International, 2001)
51. Ramblin' Boy/Ain't That News! (Warner Strategic Marketing, 2002)
52. Your Shoes, My Shoes (Red House, 2002)
53. Looking For The Moon (Appleseed, 2002)
54. American Troubadour (Music Club, 2003)
55. Best of Friends [live on 16 February 1985 at Holsteins folk club, Chicago, Illinois] (Appleseed Recordings, 2004) (originally taped for broadcast by WFMT's The Midnight Special radio show by its host, Rich Warren)
56. The Compleat Tom Paxton (Even Compleater) [live] (Rhino Handmade, 2004)
57. Outward Bound/Morning Again (Wea/Rhino, 2004)
58. Live in the UK [live] (Pax, 2005)
59. Live at McCabe's Guitar Shop [live] (Shout Factory, 2006)
60. Comedians and Angels (Appleseed, 2008)
61. Redemption Road (Pax Records, 2015)
62. Boat In The Water (Pax Records, 2017)

## Escritos
- 2000: The Honor of Your Company; by Tom Paxton New York, NY: Cherry Lane Music Company ISBN 1-57560-144-3